# Dragora GNU/Linux-Libre
Dragora GNU/Linux-Libreは、アルゼンチンのLinuxディストリビューションである。スクラッチから開発されているが、Slackwareとのいくつかの類似点を持っている。このシステムには、パッケージのインストール、削除、アップグレード、作成のためのシンプルなパッケージ管理システムが搭載されている。
DragoraはKISSの原則に基づいて設計されている。自由ソフトウェアのみをパッケージ化しており、Linux-libreカーネルを使用しているため、FSFはDragoraへの支援を推奨している。
Dragoraは、Webサイトからダウンロードするか、CDで購入ができる。Dragora 2.0以降、initシステムRunitが使用されている。

## リリース履歴
以下は、リリース日とコードネームの一覧。 
- Dragora 1.0 Beta 1: 2008年6月13日 - "hell"
- Dragora 1.0 Beta 2: 2008年9月18日
- Dragora 1.0 Release Candidate 1: 2009年2月12日
- Dragora 1.0 Stable: 2009年5月13日 - "starlight"
- Dragora 1.1 Release Candidate 1: 2009年8月25日
- Dragora 1.1 Stable: 2009年10月8日 - "stargazer"
- Dragora 2.0 Release Candidate 1: 2010年1月24日
- Dragora 2.0 Release Candidate 2: 2010年5月28日
- Dragora 2.0 Stable: 2010年4月13日 - "ardi"
- Dragora 2.1 Release Candidate 1: 2010年12月4日
- Dragora 2.1 Stable: 2010年12月31日 - "dio"
- Dragora 2.2 Release Candidate 1: 2012年5月2日
- Dragora 2.2 Stable: 2012年4月21日 - "rafaela"
- Dragora 3.0 Alpha 1: 2017年12月31日
- Dragora 3.0 Alpha 2: 2018年9月28日
- Dragora 3.0 Beta 1: 2019年10月16日[1]